# Meesiaceae
Meesiaceae er en familie af mosser med fem slægter, hvoraf de fire findes i Danmark.
| Danske slægter |

- Amblyodon
- Leptobryum
- Meesia
- Paludella